# Gracia Querejeta
Gracia Querejeta Marín (Madrid, 13 agosto 1962) è una regista e sceneggiatrice spagnola.
Nel 2008 il suo film Siete mesas de billar francés e nel 2014 la sua pellicola 15 años y un día sono stati nominati al Premio Goya per il miglior film.

## Filmografia
- Una stazione di passaggio (Una estación de paso) (1992)
- El trabajo de rodar (1994)
- El último viaje de Robert Rylands (1994)
- Di Stefano (1997)
- Primarias (1998)
- Cuando vuelvas a mi lado (1999)
- Héctor (2004)
- Siete mesas de billar francés (2006)
- 15 años y un día (2013)
- Víctor Ros (2014)
- Felices 140 (2015)
- Ola de crímenes (2018)